# Heterocerus hardei
Heterocerus hardei – gatunek chrząszcza z rodziny różnorożkowatych i podrodziny Heterocerinae.
Gatunek ten został opisany w 1988 roku przez Alessandro Mascagniego.
Chrząszcz o ciele długości od 3,7 do 4,7 mm i szerokości od 1,5 do 1,9 mm. Głowa i przedplecze ciemnobrązowe, białawo owłosione. Czułki 11-członowe. Żuwaczki z łukowatymi prostekami. Pokrywy z pomarańczowym wzorem, owłosione, nieco punktowane. Odwłok ciemnobrązowy z pomarańczowym obrzeżeniem. Narządy rozrodcze samców z mniej łukowatą i opatrzoną większymi wyrostkami bocznymi fallobazą oraz większą i bardziej owalną grzbietową płytką edeagusa, niż u H. peringueyi.
Owad znany z okolic Bahyr Dar w Etiopii.